# Chris Archer
Christopher Alan Archer (nacido el 26 de septiembre de 1988) es un exlanzador profesional de béisbol estadounidense. Jugó en las Grandes Ligas (MLB) para los Tampa Bay Rays, Pittsburgh Pirates y Minnesota Twins.
Archer asistió a la Clayton High School en Clayton, Carolina del Norte. Fue seleccionado por los Cleveland Indians en la quinta ronda del draft de MLB de 2006. Después de ser intercambiado a los Chicago Cubs y luego a los Rays, hizo su debut en las Grandes Ligas en 2012. Archer fue seleccionado para los Juegos de Estrellas de MLB en 2015 y 2017.